# Zeatin O-b-D-ksiloziltransferaza
Zeatin O-b--ksiloziltransferaza (EC 2.4.2.40, uridin difosfoksiloza-zeatin ksiloziltransferaza, zeatin O-ksiloziltransferaza) je enzim sa sistematskim imenom UDP-D-ksiloza:zeatin O-beta--ksiloziltransferaza. Ovaj enzim katalizuje sledeću hemijsku reakciju
UDP--ksiloza + zeatin {\displaystyle \rightleftharpoons } UDP + O-beta--ksilozilzeatin
Ovaj enzim ne deluje na UDP-glukozu (cf. EC 2.4.1.103 alizarin 2-beta-glukoziltransferaza).

## Literatura
- Nicholas C. Price; Lewis Stevens (1999). Fundamentals of Enzymology: The Cell and Molecular Biology of Catalytic Proteins (Third изд.). USA: Oxford University Press. ISBN 019850229X.
- Eric J. Toone (2006). Advances in Enzymology and Related Areas of Molecular Biology, Protein Evolution (Volume 75 изд.). Wiley-Interscience. ISBN 0471205036.
- Branden C; Tooze J. Introduction to Protein Structure. New York, NY: Garland Publishing. ISBN 0-8153-2305-0.
- Irwin H. Segel. Enzyme Kinetics: Behavior and Analysis of Rapid Equilibrium and Steady-State Enzyme Systems (Book 44 изд.). Wiley Classics Library. ISBN 0471303097.

## Spoljašnje veze
- Zeatin+O-beta-D-xylosyltransferase на 